# Młoda Ekstraklasa
Młoda Ekstraklasa (oficjalny skrót MESA) – klasa męskich ligowych rozgrywek piłkarskich w Polsce, przeznaczona wyłącznie dla drużyn młodzieżowych wszystkich 16 klubów Ekstraklasy danego sezonu. Rozgrywana w latach 2007-2013. Zmagania w jej ramach toczyły się cyklicznie (co sezon) systemem kołowym, równolegle do rozgrywek męskiej Ekstraklasy seniorskiej. Zwycięzca rywalizacji honorowany był oficjalnym tytułem Mistrza Młodej Ekstraklasy, otrzymując jednocześnie okolicznościowy puchar przechodni. Inicjatorem rozgrywek i ich zarządcą od początku do końca była Ekstraklasa SA. W roku 2013 (od sezonu 2013/2014) została zastąpiona Centralną Ligą Juniorów. 
Spotkania Młodej Ekstraklasy były rozgrywane dzień po danym meczu pierwszych ekip w ramach Ekstraklasy, jednak rolę ich gospodarza pełnły te kluby, których zespoły seniorskie grały na wyjeździe. Arbitrami byli najzdolniejsi sędziowie z niższych klas rozgrywkowych, którzy przekroczyli 32. rok życia. Rozgrywki Młodej Ekstraklasy miały zmobilizować kluby do lepszej penetracji lig lokalnych, a od włoskiego modelu miały się rożnić się swym zasięgiem (w Polsce – ogólnokrajowy, zaś we Włoszech – regionalny).

## Ograniczenia regulaminowe
Kadry zawodnicze poszczególnych zespołów Młodej Ekstraklasy mogły składać się tylko z takich piłkarzy, którzy rocznikowo nie przekroczyli 21. roku życia (np. dla sezonu 2008/2009 górną barierą była data urodzenia 1 stycznia 1987) i młodszych, ale powyżej 16. roku życia. Regulamin dopuszczał jednak zgłoszenie przez każdą ekipę trzech zawodników powyżej tej granicy wiekowej.

## Historia
Na pomysł utworzenia w Polsce rozgrywek dla tej grupy wiekowej wpadł Bogdan Basałaj, jeszcze w czasach gdy piastował stanowisko Prezesa Zarządu Wisły Kraków. Zainspirował go do tego Adam Nawałka, który powrócił do klubu ze stażu trenerskiego w AS Roma i opowiedział swemu szefowi o włoskiej Campionato Nazionale Primavera, czyli rozgrywkach dla młodych piłkarzy, stanowiących bezpośrednie zaplecze Serie A.
Od wstępnej koncepcji do konkretnego projektu minęło kilka lat, jednak jego realizacji sprzyjała sytuacja. Nowy podmiot zarządzający seniorską I ligą Ekstraklasa SA od samego początku starał się poprawić wizerunek rodzimego futbolu, przy okazji wprowadzając do niego nowe standardy. Niemal natychmiast władze spółki podchwyciły ową ideę tym bardziej, że inicjator pomysłu pełnił w niej funkcję Dyrektora Zarządzającego.
Pierwsze faktyczne działania podjęto już wiosną 2006, gdy koncepcję powołania ligi młodzieżowej konsultowano z klubami, a pomysł zaaprobował Prezes Zarządu Ekstraklasy SA – Andrzej Rusko. Latem 2006 zaprezentowano ostateczny projekt rozgrywek, który 15 lutego 2007 został zatwierdzony przez kluby, co było równoznaczne z utworzeniem Młodej Ekstraklasy. Tego samego dnia uroczyście ogłoszono start nowych rozgrywek począwszy od sezonu 2007/2008, jednak wszelkie procedury prawne zakończono dopiero 10 lipca 2007 zatwierdzeniem regulaminów przez Polski Związek Piłki Nożnej. Mimo wszystko już w maju 2007 władze Widzewa Łódź podjęły decyzję o nieutworzeniu drużyny młodzieżowej, co oznaczało brak możliwości startu w MESA. Niemal od razu pojawiło się kilka pomysłów na zapełnienie luki i dokooptowanie do ligi zespołu innego klubu. W grę wchodził któryś z drugoligowców, a najbardziej zainteresowany był GKS Katowice. Ostatecznie jednak zadecydowano o pozostawieniu nieparzystej liczby klubów, co wiązało się z koniecznością pauzowania przez jedną z drużyn w każdej kolejce. W aż 14 z pozostałych 15 klubów Orange Ekstraklasy tworzenie drużyn MESA odbyło się kosztem likwidacji zespołów rezerw (pozostawiono je jedynie w krakowskiej Wiśle).
Inauguracyjne spotkanie premierowej edycji rozegrano dzień po starcie sezonu 2007/2008 Orange Ekstraklasy. W sobotę 28 lipca 2007 o godzinie 11:00 na Stadionie Śląskim w Chorzowie Ruch podjął Dyskobolię Grodzisk Wlkp., ulegając jej 1:2 (1:0), a historycznego gola zdobył gracz gospodarzy – Łukasz Janoszka w 33 minucie pojedynku.
Pierwszy sezon rozgrywek zakończył się triumfem Wisły Kraków, która tym samym okazała się najlepsza na dwóch ligowych frontach: seniorskim i młodzieżowym. Na mecie „Biała Gwiazda” minimalnie wyprzedziła Koronę Kielce oraz swego odwiecznego rywala z drugiej strony Błoń. Ostatnie miejsce przypadło w udziale Jagiellonii Białystok. Całosezonowe zmagania pokazały, że Młoda Ekstraklasa zdała egzamin i – mimo wielu głosów krytycznych – kształtuje piłkarzy, którzy z czasem są włączani do pierwszych kadr swoich drużyn. Dlatego zapadła decyzja, by rozgrywki kontynuować w następnych latach.
Drugi sezon zakończył się 29 maja 2009 roku. Tego dnia Ruch Chorzów zremisował z Legią Warszawa 2:2 (10 czerwca zweryfikowano jako walkower na niekorzyść „Wojskowych”), co wystarczyło aby zdobyć tytuł Mistrza Młodej Ekstraklasy. Ruch zdeklasował rywali pod każdym względem – zdobył najwięcej bramek (54), najmniej ich stracił (28), najrzadziej schodził z boiska jako przegrana drużyna (7). Drugie miejsce zajął klub Wisła Kraków, trzecie Polonia Warszawa, czwarte Lechia Gdańsk, które miały po 50 punktów, tracąc 3 punkty do Mistrza.
Zarówno trzeci, jak i czwarty sezon rozgrywek zostały wygrane przez młodych zawodników Zagłębia Lubin, a dwukrotnie wicemistrzem w tym czasie zostawała Legia Warszawa. Warto dodać, że w sezonie 2010/2011 jeden mecz każdej kolejki pokazywany był na żywo w stacji Orange Sport.
W ostatnich dwóch sezonach dwukrotnie triumfowała Legia Warszawa.
20 marca 2013 roku na posiedzeniu zarządu Ekstraklasy SA podjęto decyzję o zaprzestaniu rozgrywania rozgrywek Młodej Ekstraklasy (sezon 2012/2013 miał być ostatnim i utworzeniu Centralnej Ligi Juniorów.

## Zestawienie sezonów
| Edycja | Sezon     | Liczba drużyn | 1 miejsce      | 2 miejsce      | 3 miejsce        | Król strzelców                                 |
| I      | 2007/2008 | 15            | Wisła Kraków   | Korona Kielce  | Cracovia         | 17 goli – Marcin Wodecki (Górnik Zabrze)       |
| II     | 2008/2009 | 16            | Ruch Chorzów   | Wisła Kraków   | Polonia Warszawa | 21 goli – Kamil Biliński (Śląsk Wrocław)       |
| III    | 2009/2010 | 16            | Zagłębie Lubin | Legia Warszawa | Lech Poznań      | 13 goli – Jakub Kaszuba (Cracovia)             |
| IV     | 2010/2011 | 16            | Zagłębie Lubin | Legia Warszawa | Ruch Chorzów     | 15 goli – Łukasz Teodorczyk (Polonia Warszawa) |
| V      | 2011/2012 | 16            | Legia Warszawa | Zagłębie Lubin | Śląsk Wrocław    | 14 goli – Michał Grunt (Polonia Warszawa)      |
| VI     | 2012/2013 | 16            | Legia Warszawa | Lech Poznań    | Śląsk Wrocław    | 13 goli - Kamil Zieliński (Pogoń Szczecin)     |

## Statystyka
| Lp. | Drużyna          | Miejsca na podium | Miejsca na podium | Miejsca na podium |
| Lp. | Drużyna          | I                 | II                | III               |
| --- | ---------------- | ----------------- | ----------------- | ----------------- |
| 1.  | Legia Warszawa   | 2                 | 2                 | 0                 |
| 2.  | Zagłębie Lubin   | 2                 | 1                 | 0                 |
| 3.  | Wisła Kraków     | 1                 | 1                 | 0                 |
| 4.  | Ruch Chorzów     | 1                 | 0                 | 1                 |
| 5.  | Lech Poznań      | 0                 | 1                 | 1                 |
| 6.  | Korona Kielce    | 0                 | 1                 | 0                 |
| 7.  | Śląsk Wrocław    | 0                 | 0                 | 2                 |
| 8.  | Polonia Warszawa | 0                 | 0                 | 1                 |
| 8.  | Cracovia         | 0                 | 0                 | 1                 |